# Spirula spirula
Spirula spirula Linnaeus, 1758 è un mollusco cefalopode. È l'unica specie nota del genere Spirula Lamarck, 1799, della famiglia Spirulidae Rafinesque, 1815 e dell'intero ordine Spirulida Haeckel, 1866.
È una specie pelagica (cioè di acque profonde, oceaniche) simile esteriormente a un calamaro. La caratteristica principale di questa forma è la presenza di una conchiglia concamerata internamente, che costituisce l'organo di galleggiamento dell'animale. 
Esemplari viventi di questa specie vengono raramente osservati in natura a causa dell'ambiente profondo di vita. Tuttavia la conchiglia interna, anche se piccola, è piuttosto robusta e la sua galleggiabilità è elevata a causa dei gas interni: quindi, una volta morto l'animale, può galleggiare per un certo periodo ed essere spiaggiata su coste temperato-tropicali di tutto il mondo.

## Descrizione

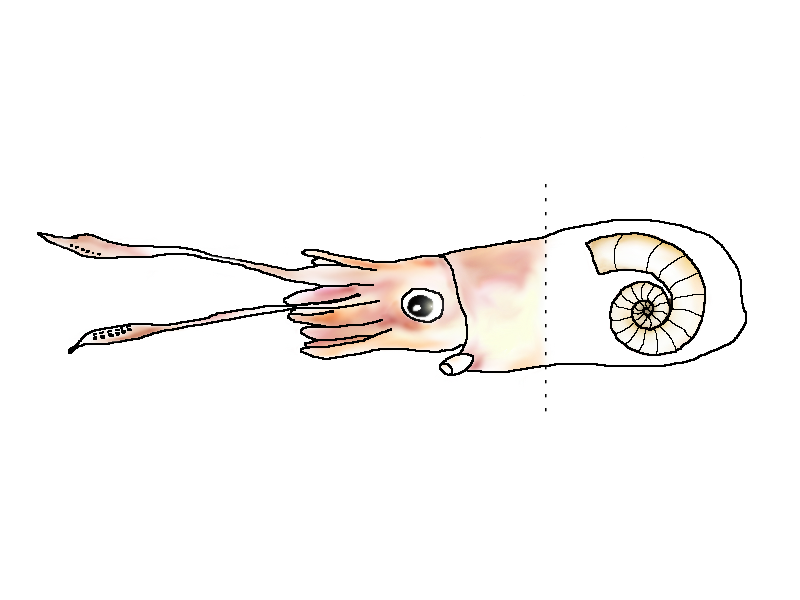
Schema di Spirula con la posizione della conchiglia all'interno del corpo evidenziata

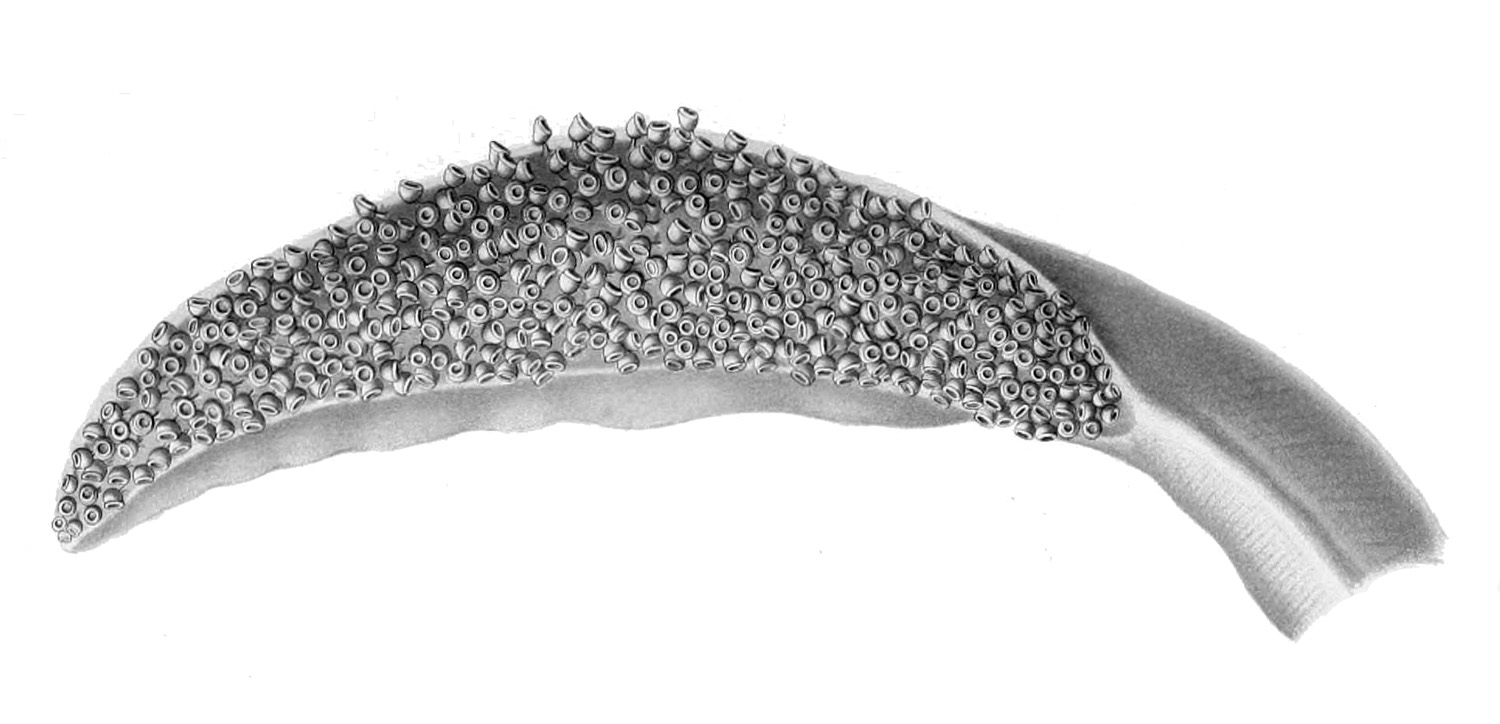
Veduta di una clava tentacolare di Spirula spirula

Il corpo di Spirula è lungo tra 35 e 45 mm, ed è ricoperto da un epitelio marrone-rossastro con riflessi argentei; è dotato in posizione posteriore di due pinne stabilizzatrici. Il capo è provvisto di grandi occhi evoluti, dotati di cristallino, e di dieci tentacoli tutti dotati di ventose, di cui due sono più lunghi degli altri e dotati di clave. Tutti i tentacoli possono essere retratti completamente sotto il mantello. La parte posteriore del corpo contiene un organo bio-luminescente, il fotoforo, situato tra le due pinne e circondato da una piega anulare di pelle.
La conchiglia, di colore bianco e traslucida, è situata nella parte posteriore del corpo dell'animale, interamente ricoperta dal mantello, ed è costituita interamente dal fragmocono, cioè dalla parte concamerata. Si tratta di una conchiglia di forma conica, con avvolgimento planispirale (una spirale piana, avvolta nel piano di simmetria dell'organismo), di tipo girocono (in cui i giri successivi non si toccano) endogastrico (sul lato ventrale dell'organismo). La conchiglia è suddivisa in camere (più di trenta nell'adulto) da setti attraversati da un sifone che decorre in posizione ventrale. Il sifone è una struttura di tessuto vivente formata da un prolungamento del mantello, in parte mineralizzata, che ha la funzione di regolare la pressione dei gas e dei liquidi contenuti nelle camere, variando l'equilibrio idrostatico e quindi la profondità dell'organismo. La posizione di vita dell'animale è sub-verticale, con il capo verso il basso, per la notevole galleggiabilità della conchiglia.

## Habitat
Spirula è una forma nectonica mesopelagica che abita le profondità oceaniche e la scarpata continentale, a profondità che vanno da 550 a 700 m. Gli esemplari risalgono a profondità inferiori (100–300 m) di notte. La cattura di esemplari giovanili intorno a 1000–1700 m sembra indicare che le femmine depongano le uova al piede della scarpata continentale. La strategia riproduttiva della specie implica un solo evento riproduttivo (seguito dalla morte della forma adulta) e una prole molto numerosa con stadio para-larvale (esemplari giovanili diversi dagli adulti). Le uova sono piccole (1,7 mm di diametro), e le para-larve più piccole conosciute hanno una lunghezza di 1,5 mm, con una conchiglia a due camere. Questa specie raggiunge la maturità sessuale a circa 30 mm di lunghezza del mantello, dopo i primi 12-15 mesi di vita, e la durata totale della vita è stimata intorno ai 18-20 mesi.

## Distribuzione
Questa specie si rinviene nei mari temperato-tropicali di tutto il mondo, ove la temperatura in corrispondenza dell'isobata -400 m è uguale o maggiore di 10 °C.

## Tassonomia
L'ordine Spirulida è rappresentato anche da due altri sottordini estinti: Groenlandibelina (con le famiglie Groenlandibelidae e Adygeyidae), e Belopterina (con le famiglie Belemnoseidae e Belopteridae).

## Evoluzione

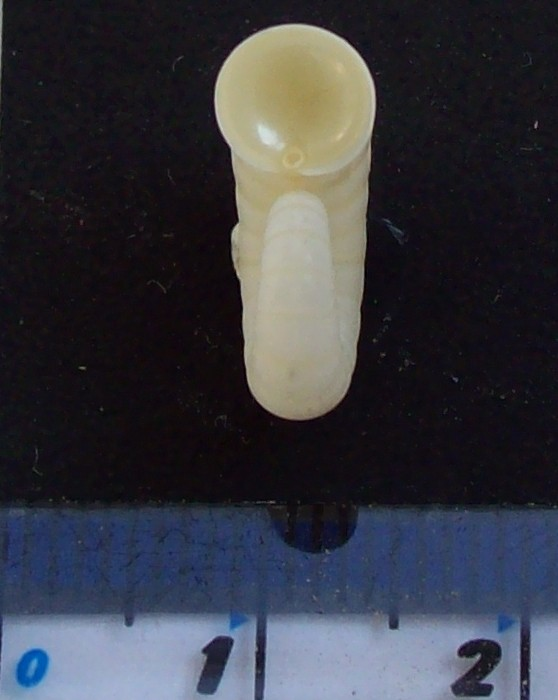
fragmocono di Spirula spirula. Veduta dorsale. Visibile l'ultimo setto del fragmocono con il sifone in posizione ventrale.

Spirula è la forma più vicina ai gruppi estinti delle Belemniti e agli Aulacoceridi. 

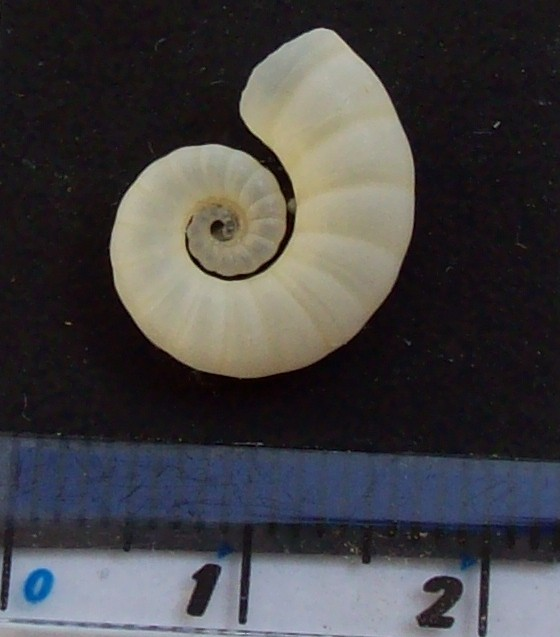
Conchiglia (fragmocono) di Spirula spirula. Veduta laterale. Visibile la suddivisione in camere e l'andamento dei setti.

Le conchiglie delle forme fossili di Spirulida sono per lo più dotate di tre elementi, tipici della sottoclasse Coleoidea:
- Fragmocono. La parte concamerata e sifonata, che costituisce l'organo di galleggiamento, con funzione idrostatica. È sempre di materiale aragonitico.
- Proostraco. In posizione anteriore, costituisce il prolungamento dorsale del fragmocono, è composto da una lamina di materiale corneo debolmente mineralizzata (aragonite); per tale ragione si conserva raramente allo stato fossile. Ha funzione di sostegno e difesa delle parti molli.
- Rostro. In posizione posteriore, si innesta mediante un alveolo sull'apice del fragmocono. È di forma varia, generalmente conico o ricurvo e composto di fibre di calcite. Ha funzioni di difesa e di stabilizzazione dell'organismo (facendo praticamente da contrappeso al corpo dell'animale).

Nelle forme estinte la presenza del rostro, con la sua funzione di contrappeso, indica una posizione di vita orizzontale compatibile con abitudini necto-bentoniche. Questo adattamento si ritrova ancora nel genere estinto Spirulirostra (Miocene medio).
Spirula (segnalata a partire dal Miocene) costituisce un adattamento estremo a condizioni di vita pelagica, con la perdita degli elementi non necessari alla funzione idrostatica della conchiglia (rostro e proostraco), e il conseguimento della posizione verticale.